# Apalharpactes
Genre
Apalharpactes est un genre d'oiseaux de la famille des Trogonidae. Ces espèces étaient auparavant placées dans le genre Harpactes. Ses deux espèces sont présentes dans le Sud-Est asiatique, sur l'île de Sumatra (A. mackloti) et sur l'île de Java (A. reinwardtii).

## Liste des espèces
D'après la classification de référence (version 2.2, 2009) du Congrès ornithologique international (ordre phylogénique) :
- Apalharpactes reinwardtii – Trogon de Reinwardt
- Apalharpactes mackloti – Trogon de Sumatra